# Procontarinia echinogalliperda
Procontarinia echinogalliperda är en tvåvingeart som först beskrevs av Mani 1947.  Procontarinia echinogalliperda ingår i släktet Procontarinia och familjen gallmyggor. Inga underarter finns listade i Catalogue of Life.